# Карла (печери)
18°47′00″ пн. ш. 73°28′14″ сх. д. / 18.78333333° пн. ш. 73.47055556° сх. д.
Печери Карла (Karla Caves) — це комплекс стародавніх буддійських печер, вирубаних у скелі в Карлі поблизу Лонавали, штат Махараштра. Він знаходиться всього за 10,9 кілометра від Лонавали. Інші печери в цьому районі - це печери Бхаджа, буддійська печера Патан, печери Бедсе і печери Насік. Святині розвивалися протягом цього періоду – з 2 століття до нашої ери до V століття нашої ери. Вважається, що найдавніша з печерних святинь датується 160 р. до н.е., оскільки виникла поблизу великого стародавнього торгового шляху, що йшов на схід від Аравійського моря в Декан.
Група в Карлі є одним із найстаріших і менша серед багатьох вирубаних у скелях буддійських місць у Махараштрі, але є однією з найвідоміших завдяки знаменитій «Гранд Чайтья» (Печера 8), яка є «найбільшим та найбільш збереженим» чайтья залом того часу, а також містить велику кількість скульптури. 
Багато торговців і правителі Сатавахани давали кошти на будівництво цих печер. Розташування у Карлі в Махараштрі знаменує поділ між Північною Індією та Південною Індією.  Буддисти мали тенденцію розміщувати свої монастирські установи в природних географічних утвореннях поблизу основних торговельних шляхів, щоб забезпечити житло для мандрівних торговців.  Сьогодні печерний комплекс є  пам'ятником Археологічної служби Індії. 

## Приналежність
Печери історично були пов’язані з буддистською сектою Махасангіка, яка мала велику популярність у цьому регіоні Індії, а також багате заступництво.   У печерах розташований буддійський монастир, що датується 2 століттям до нашої ери. Колись у монастирі стояли два 15-метрові грандіозні стовпи за межами чайтьї. Зараз залишився лише один із них, а місце, що залишилося, займає храм, присвячений богині Еквірі, якій найбільше поклоняється громада Аагрі та Колі в Мумбаї.

## Архітектура

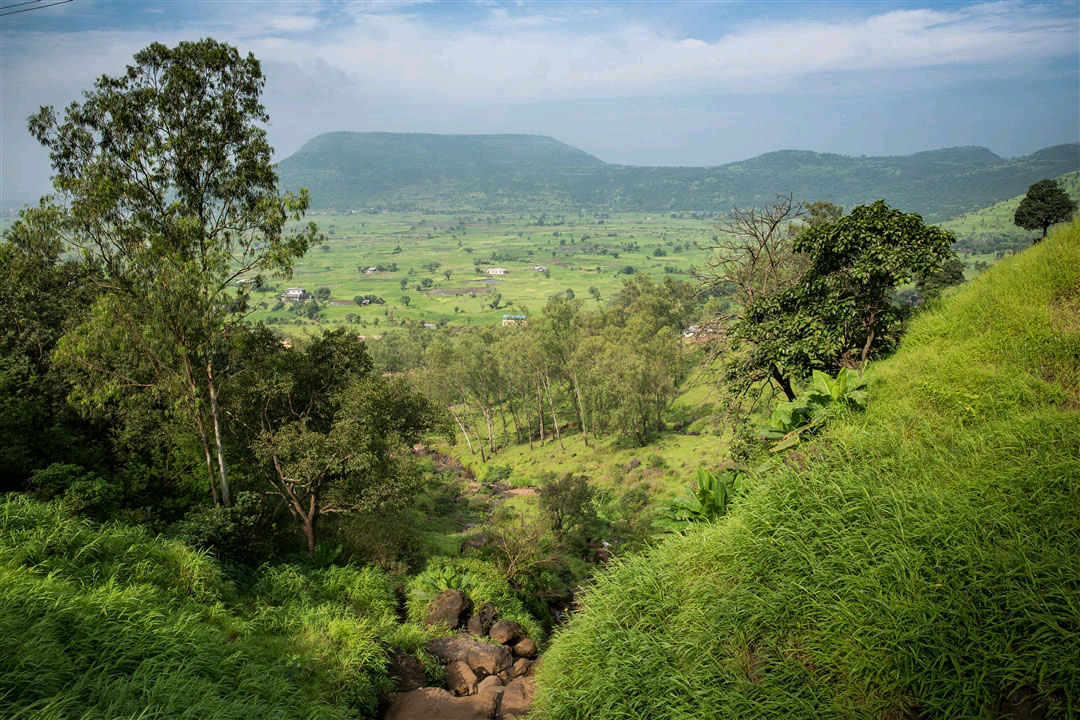
Стежка до печер Карла.

Печерний комплекс Карла побудований на скелястому схилі близько 60 кілометрів (37 миля) від Пуни, з великими вікнами, вирізаними в скелі, щоб освітлювати внутрішні приміщення печери.  Ці печери є лише частиною серед великої кількості подібних печер, розкопаних на пагорбах Сахьядрі початку 1 тисячоліття нашої ери. Всього в групі 16 печер, 3 з яких є печерами Махаяни. 

### Велика печера Чайтья
У головній печері, яка називається Велика печера Чайтья, або печера № 8, є велика, витончено різьблена чайтья, або молитовний зал, датований 120 роком нашої ери. Це найбільша вирубана в скелі чайтья в Індії, розміром 45 метрів (148 фут) довжиною до 14 метрів (46 фут) заввишки. У залі представлені скульптури тварин, таких як леви та слони.

#### Меценати

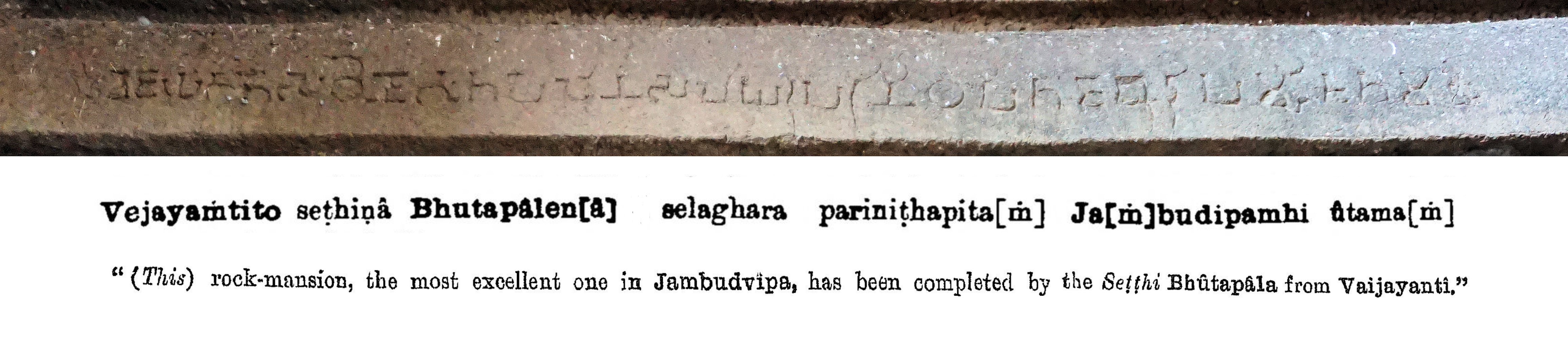
Напис на веранді із згадкою про завершення

Ця печера Велика Чайтья, найбільша в Південній Азії, була побудована між 50 і 70 роками нашої ери  і 120 н.е., під час правління правителя Західних кшатрапів Нагапани, про що згадується в написі про освячення печери.    Численні жертводавці, в основному місцеві купці, деякі з них явани, а також буддійські ченці та черниці, надавали пожертвування на будівництво печери Чайтья, про що свідчать їхні присвяти.  Напис серед скульптурних прикрас на лівому кінці веранди згадує про завершення печери місцевим купцем або банкіром ("сеттхі") на ім'я Бгутапала з Вайджаянті.   Завершення печери, згадане Бхутапалою, і може стосуватися завершального етапу декорування.  Приблизно через покоління після Нагапани правитель Сатавахани Вашиштіпутра Пулумайї (130-159 рр. н. е.) також залишив присвяту. 

#### Галерея

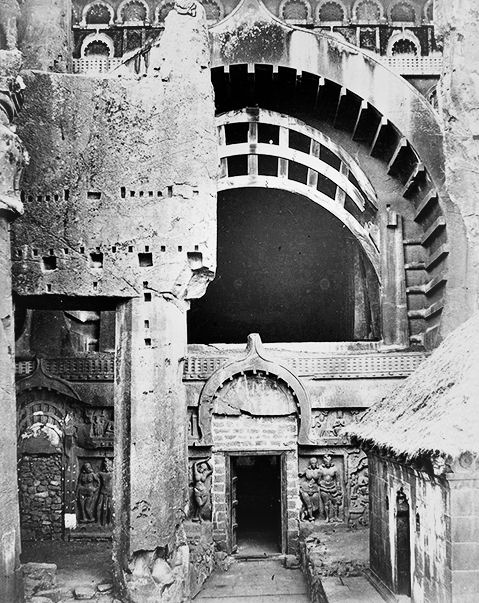
Велика Чайтья, частково закрита від очей, у 19 столітті.
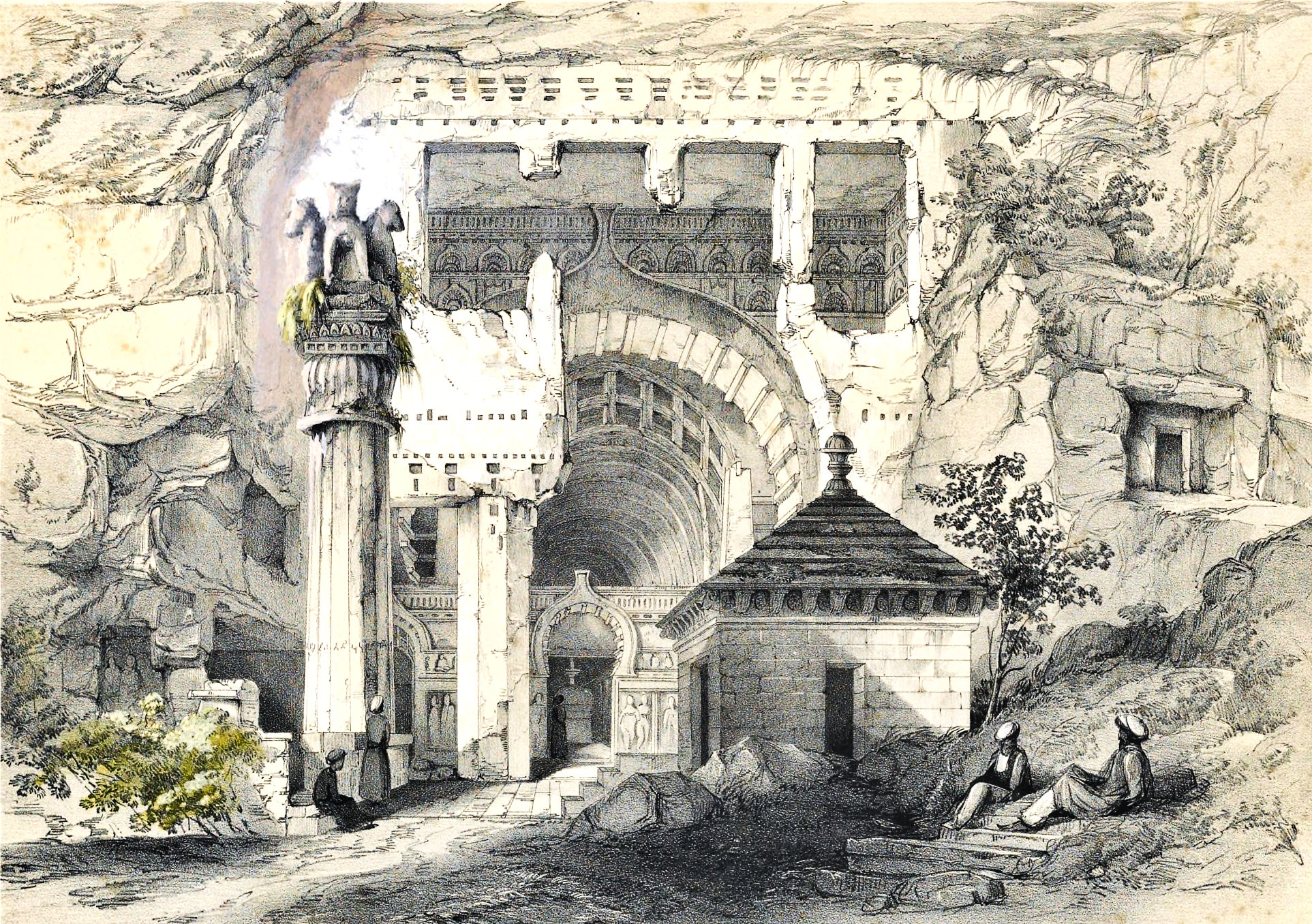
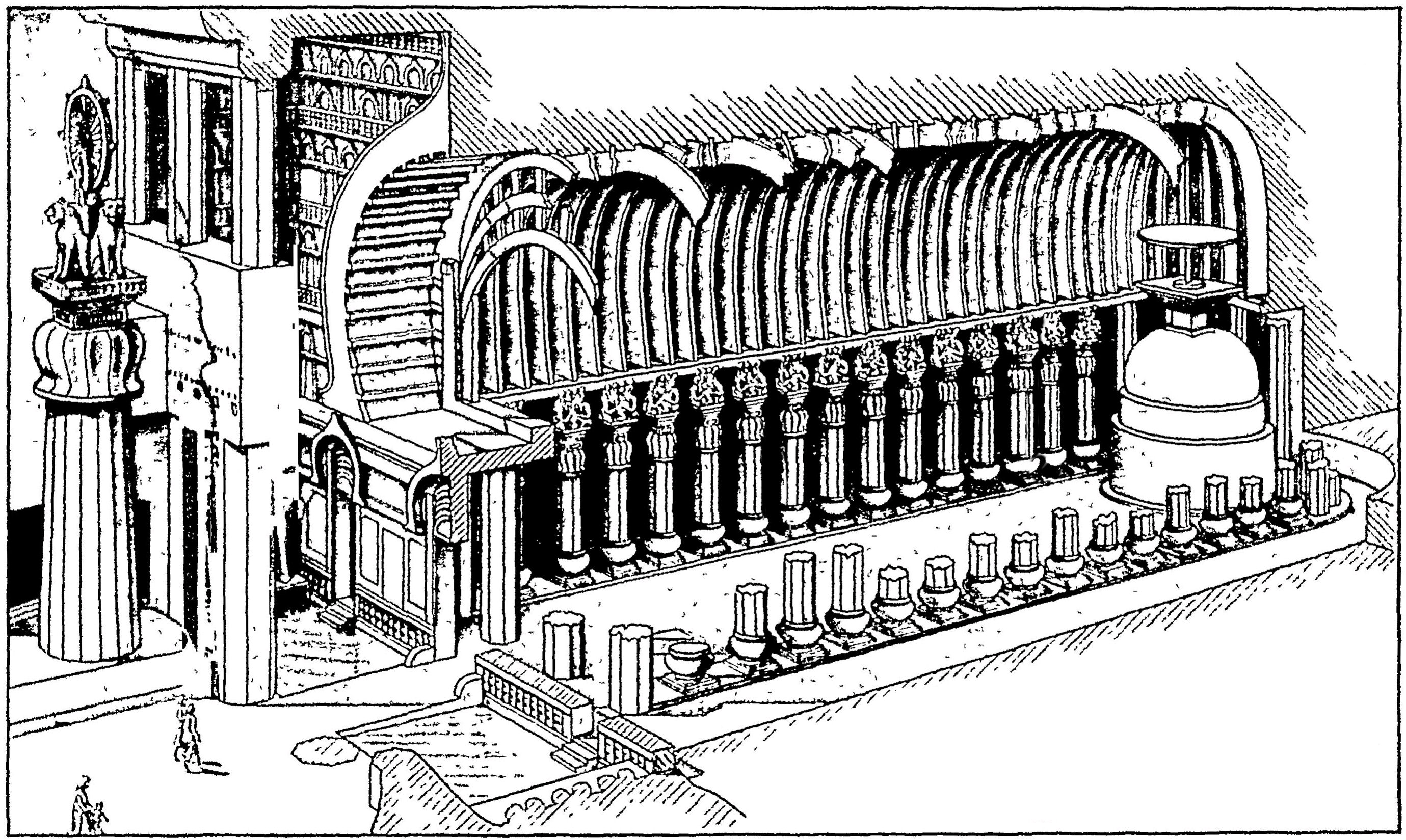
Печери в розрізі
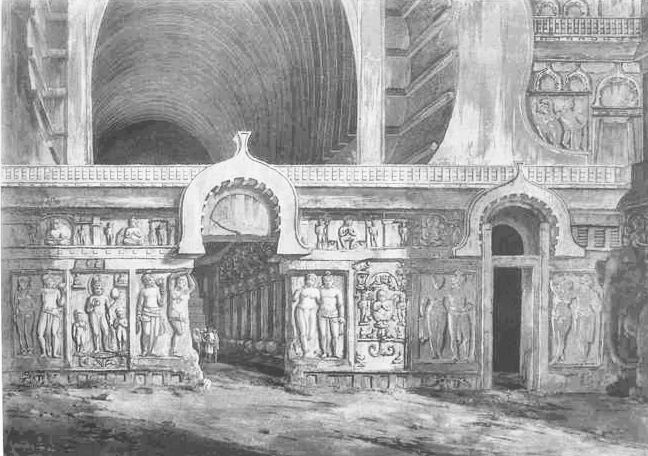
Панорама входу
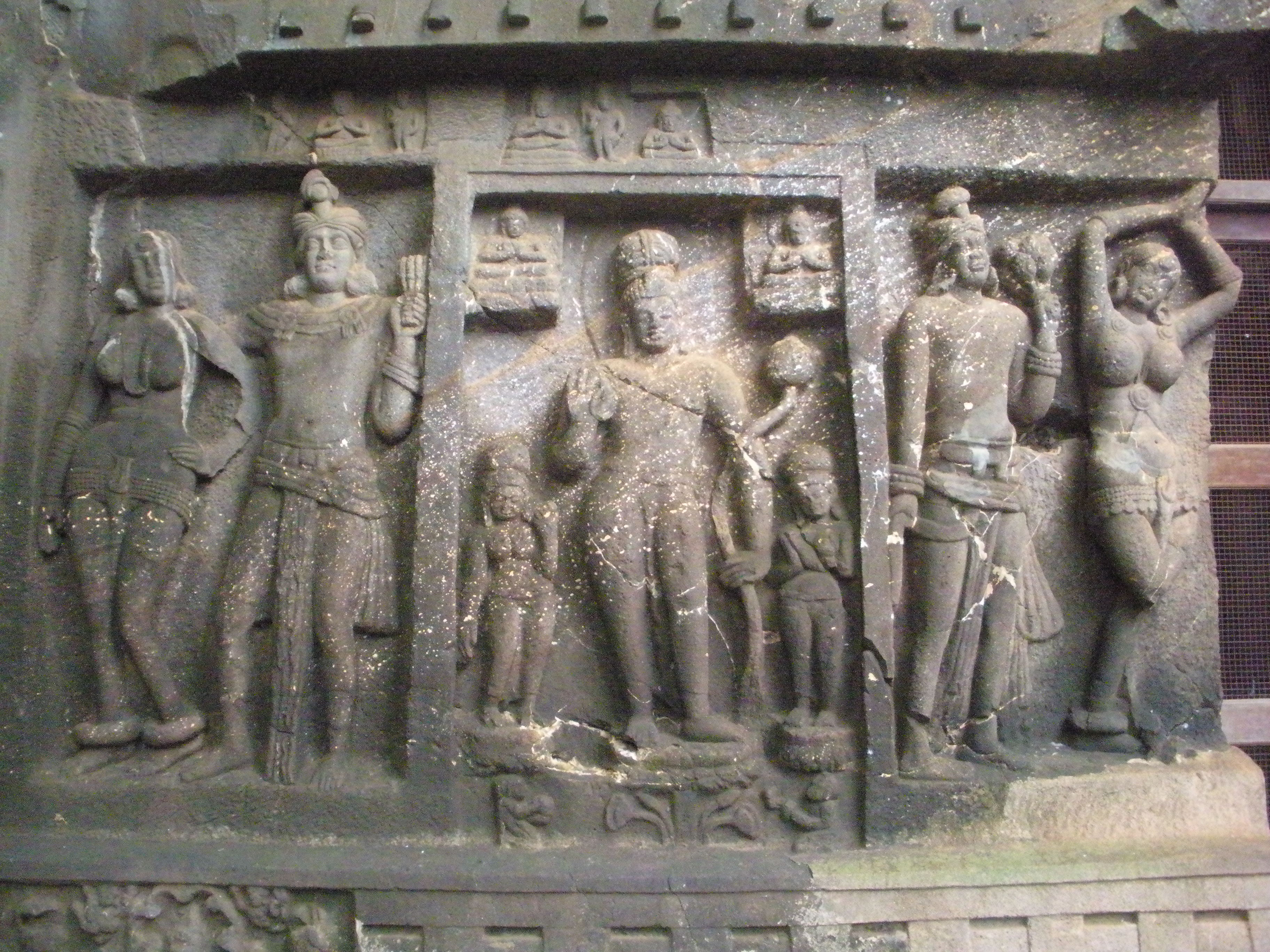
Ліва панель входу
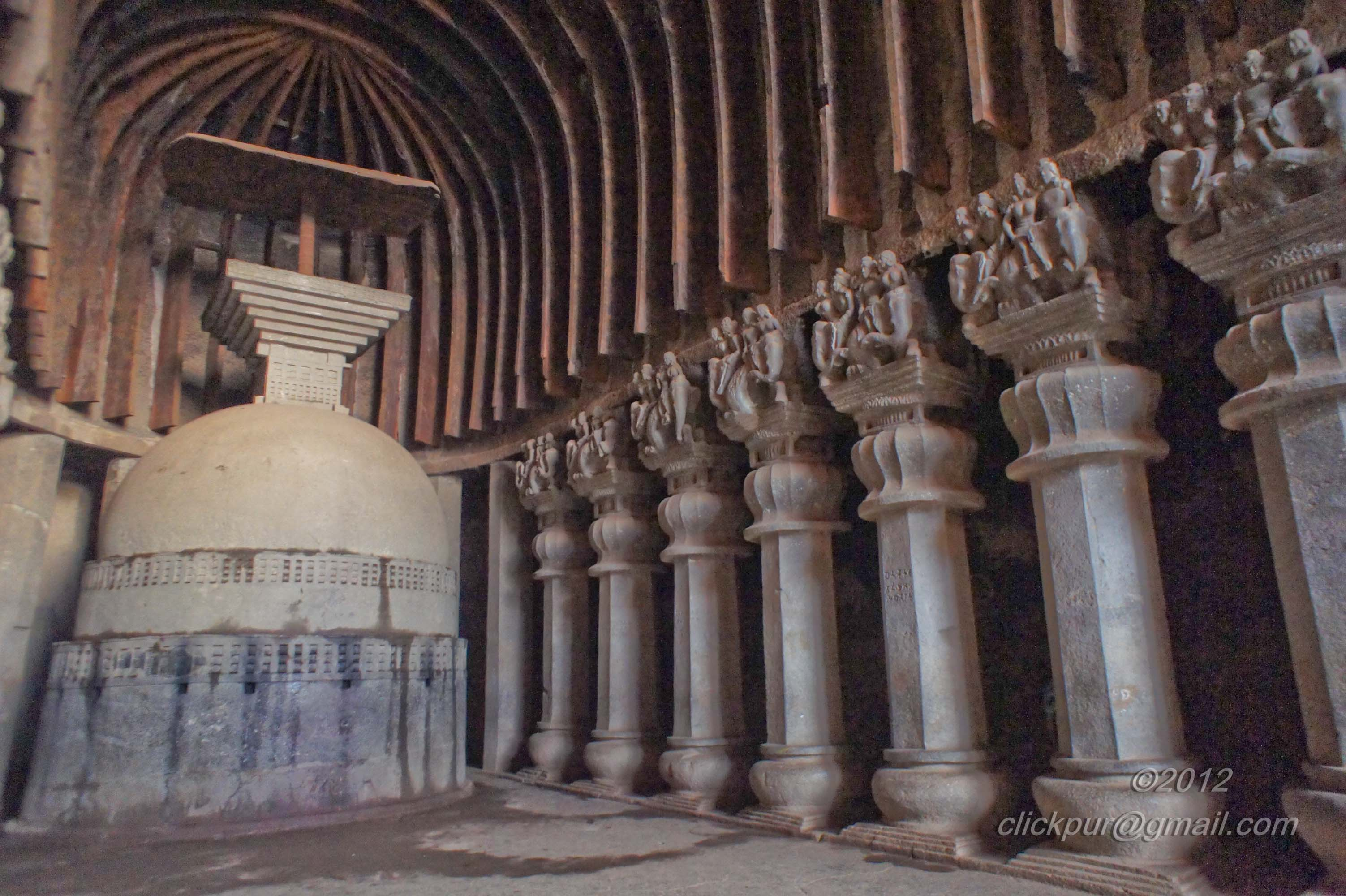
Колонада
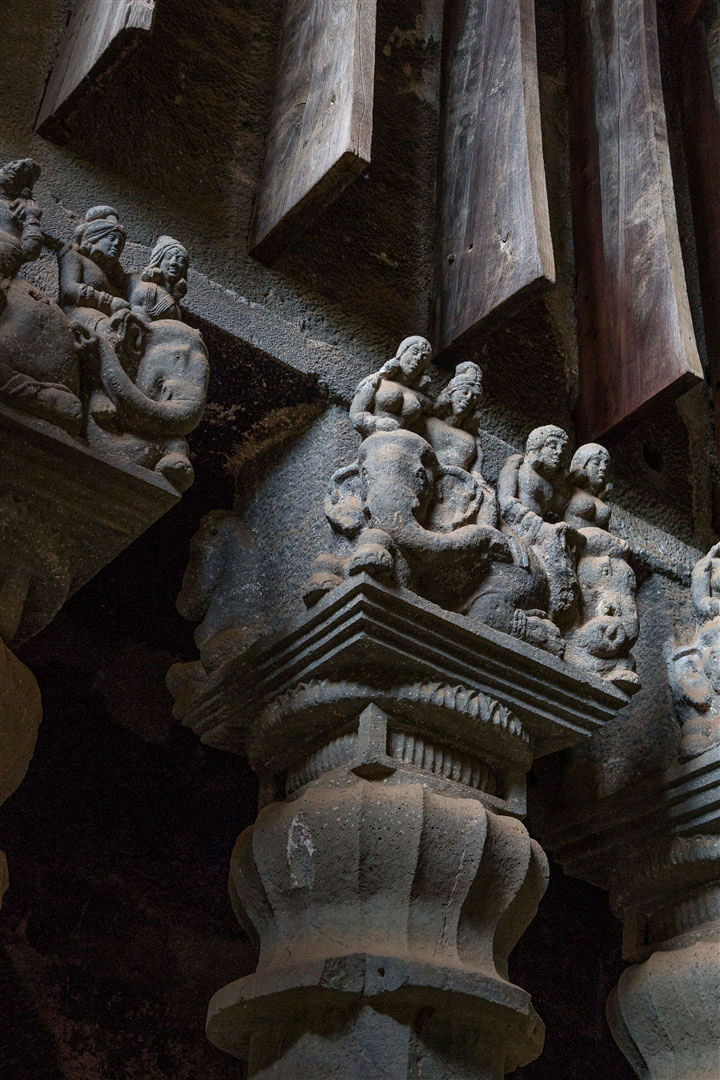
Капітель
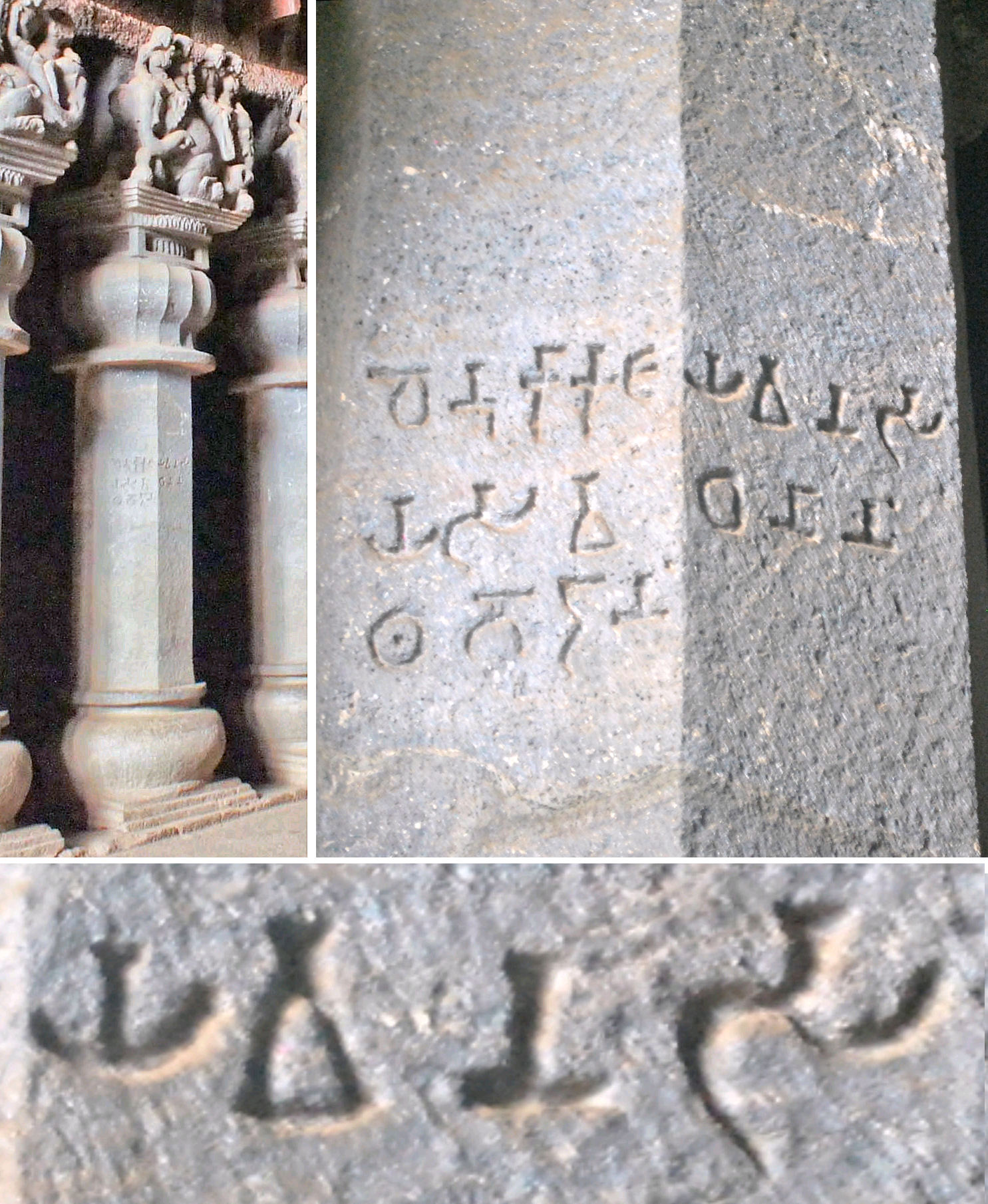
Графіті
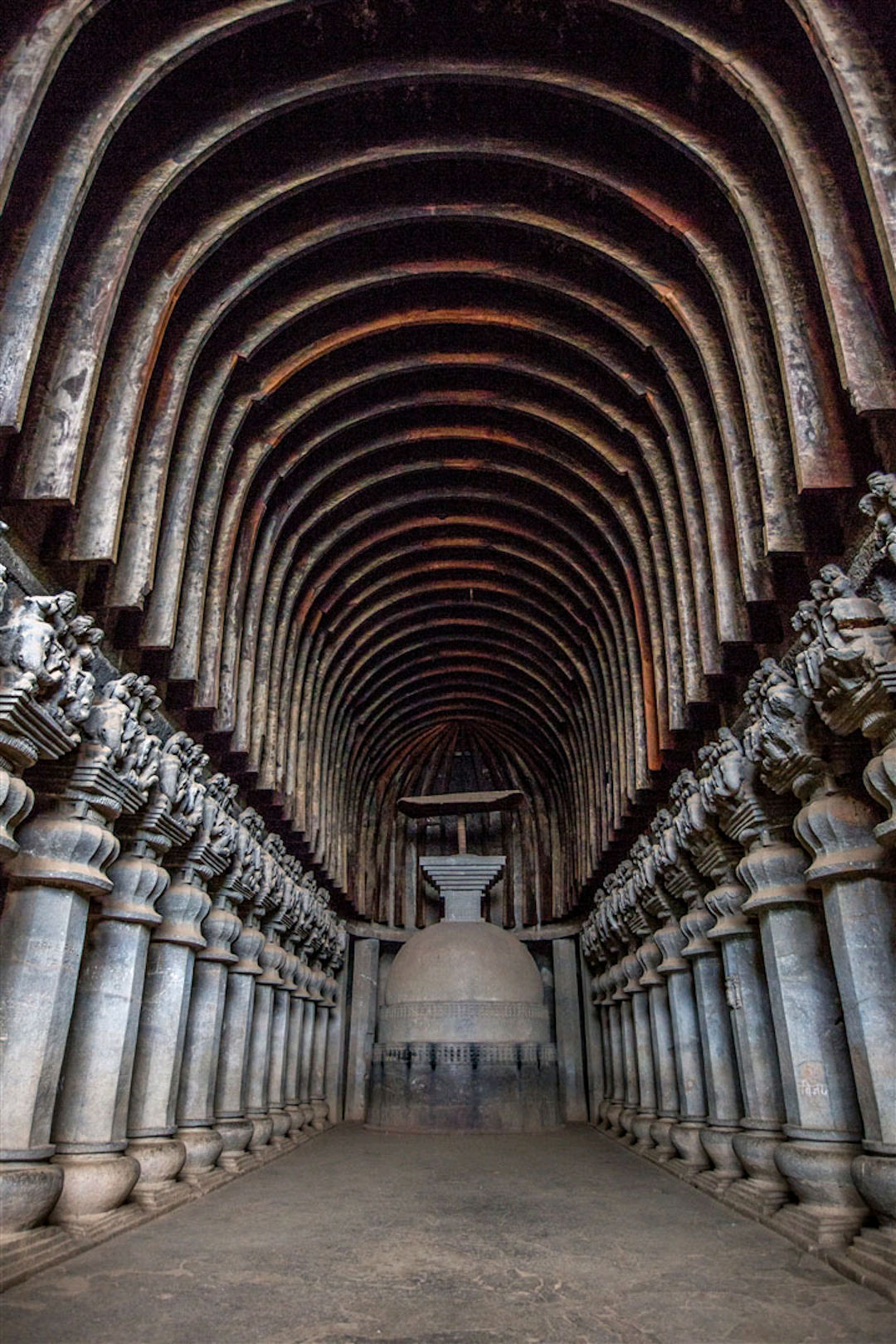